# Africa Movie Academy Award du meilleur long métrage de la diaspora
Africa Movie Academy Award du meilleur long métrage de la diaspora est un mérite annuel décerné par l'Africa Film Academy pour récompenser les meilleurs longs métrages des non-africains pour l'année. Il a été présenté lors de la cérémonie de 2011.
| Meilleur film de la diaspora | Meilleur film de la diaspora       | Meilleur film de la diaspora | Meilleur film de la diaspora | Meilleur film de la diaspora |
| Année                        | Film                               | Directeur                    | Résultat                     |                              |
| ---------------------------- | ---------------------------------- | ---------------------------- | ---------------------------- | ---------------------------- |
| 2011                         | Suicide Dolls                      | Keith Shaw                   | Lauréat                      |                              |
| 2011                         | Tested                             | Russell Costanzo             | Nomination                   |                              |
| 2011                         | Nothing Less                       | Wayne Saunders               | Nomination                   |                              |
| 2011                         | The Village                        | Wayne Saunders               | Nomination                   |                              |
| 2012                         | Toussaint Louverture               |                              | Lauréat                      |                              |
| 2012                         | Ghett'a Life                       |                              | Nomination                   |                              |
| 2012                         | High Chicago                       |                              | Nomination                   |                              |
| 2012                         | Elza                               |                              | Nomination                   |                              |
| 2012                         | Better Mus' Come                   |                              | Nomination                   |                              |
| 2012                         | Kinyanrwanda                       |                              | Nomination                   |                              |
| 2013                         | Stones in the Sun                  |                              | Lauréat                      |                              |
| 2013                         | Against The Grain                  |                              | Nomination                   |                              |
| 2013                         | Between Friends                    |                              | Nomination                   |                              |
| 2014                         | Kingston Paradise                  |                              | Lauréat                      |                              |
| 2014                         | Tula the Revolt                    |                              | Nomination                   |                              |
| 2014                         | AZU                                |                              | Nomination                   |                              |
| 2014                         | Retrieval                          |                              | Nomination                   |                              |
| 2015                         | Supremacy                          |                              | Lauréat                      |                              |
| 2015                         | Cru                                |                              | Nomination                   |                              |
| 2015                         | Under the Starry Sky               |                              | Nomination                   |                              |
| 2016                         | Ben &amp; Ara                      |                              | Lauréat                      |                              |
| 2016                         | America Is Still the Place         |                              | Nomination                   |                              |
| 2016                         | Luv Don’t Live Here                |                              | Nomination                   |                              |
| 2017                         | Birth of a Nation                  |                              | Lauréat                      |                              |
| 2017                         | West Indies Gang                   |                              | Nomination                   |                              |
| 2017                         | Fences                             |                              | Nomination                   |                              |
| 2017                         | Double Play                        |                              | Nomination                   |                              |
| 2017                         | Moonlight                          |                              | Nomination                   |                              |
| 2018                         | Angelica                           |                              | Lauréat                      |                              |
| 2018                         | Love Jacked                        |                              | Nomination                   |                              |
| 2018                         | The Birth of a Nation              |                              | Nomination                   |                              |
| 2018                         | Charlie: La Vie Magnifique Charlie |                              | Nomination                   |                              |
| 2019                         | Hero                               |                              | Lauréat                      |                              |
| 2019                         | Traffik                            |                              | Nomination                   |                              |
| 2019                         | Olympia                            |                              | Nomination                   |                              |
| 2019                         | Sprinter                           |                              | Nomination                   |                              |
| 2019                         | Nine Nights                        |                              | Nomination                   |                              |
| 2020                         | Joseph                             |                              | Lauréat                      |                              |
| 2020                         | Aiyai: Wrathful Soul               |                              | Nomination                   |                              |
| 2020                         | Lola                               |                              | Nomination                   |                              |
| 2020                         | A Day With Jerusa                  |                              | Nomination                   |                              |
| 2020                         | Black and Blue                     |                              | Nomination                   |                              |
| 2021                         | Ride Share                         |                              | En attente                   |                              |
| 2021                         | Hal King                           |                              | En attente                   |                              |
| 2021                         | Residue                            |                              | En attente                   |                              |